# Aeroportul Brak
Aeroportul Brak (IATA: BCQ) este un aeroport din Libia ce deservește zona Birak. A fost numit după zona deservită.
Situat la o altitudine de 452 m, aeroportul dispune de o singură pistă.